# (5250) Jas
(5250) Jas (1984 QF) – planetoida z pasa głównego asteroid okrążająca Słońce w ciągu 4,39 lat w średniej odległości 2,68 j.a. Odkryta 21 sierpnia 1984 roku.